# 中世纪时期的苏格兰社会

在这幅法国插图中，有牧师，骑士和工人三种不同的形象，他们代表了14世纪的苏格兰议会的成员结构。

中世纪的苏格兰社会主要是指从公元五世纪罗马人入侵不列颠岛到十六世纪初期的文艺复兴这段时间。在早期，苏格兰并没有明确的社会结构，并且也鲜有材料记载，血缘关系可以算是当时维系社会的基础。当时的社会架构大致被分为三个部分：因战争而被册封的小型贵族；有权携带武器，并受法律保护的自由民；以及相较占多数，最终可能与前主人形成雇佣关系的奴隶。
从十二世纪开始，就有一些资料详细地记载了当时的社会阶层。国王和小部分总务官 (mormaer) 属于第一等，接下来是自由民，最后是占大多数的农奴，他们大部分集中在苏格兰中部。 在大卫一世时期的封建主义制度下，贵族阶层开始发展，英语中伯爵（earl）和塞恩（thane）的表达也流传开来。 在贵族阶层之下，是有着小块农场的农场主和数量日益增长的佃农和牧民(牧场租户) ，他们所拥有的土地更为有限。 在这个时代，父系继承和封建制度的结合被视为高地部族制度建立的基础。 苏格兰将法国的三级制度运用到自己的社会体系中，并通过英文术语来区分相应的阶层。 农奴制在十四世纪退出历史舞台，工人，手工艺者和商人等兴欣社会群体开始在苏格兰自治市（burghs）中扮演重要的角色。 他们的出现使得城市社会中的紧张局势加剧，但是苏格兰农村社会并没有重大的社会和经济动荡，而同时期的英格兰和法国的农村却相继发生暴动。

## 中世纪早期

### 血缘关系

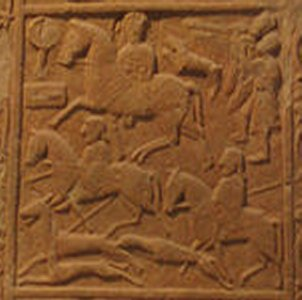
通过卡德伯尔巨石（第二级）（Class II Hilton of Cadboll Stone）的细节可以看出骑在马上的贵族成员

在中世界早期，血缘关系就是日耳曼人 和 凯尔特人的社会架构基础，而中世纪早期的苏格兰大概也是如此。有资料指出：皮克特人 的后代实行母系继承，甚至有时他们的统治者也是外族人。由此可以看出，他们所推崇的是母系血统。然而，很多历史学家对此表示质疑，他们认为有明确证据表明当时的体系是父系继承。这种父系继承制在凯尔特社会中尤为典型，同时在不列颠北部也十分普遍。

### 社会结构
通过爱尔兰史册上的记录和在位于东罗斯（East Ross）的阿伯莱姆诺（Aberlemno）、 安格斯（Forfarshire）以及卡德伯尔(Hilton of Cadboll) 所发现的皮克特石板上描绘的勇士，我们可以大概了解，在盎格鲁-撒克逊时期的英国北部，社会上层阶级形成了军事贵族，他们的地位在很大程度上取决于他们的战斗能力和意愿。非贵族的自由民被认为是位于贵族以下的层级，他们或有自己的农场，或以自由佃户 (可以享受较低的租金) 的身份承租土地。 当时的苏格兰法典并没有保存下来，但从爱尔兰和威尔士的法典可以看出，这些自由人有权携带武器，受到法律保护，若有亲属遭遇不测他们也可以获得相应赔偿。

### 奴隶制
有证据表明奴隶大部分集中于不列颠北部，他们通常是战俘，或者如圣帕特里克所说，直接由皮克特人从苏格兰南部的不列颠人手中购买。 当时的奴隶制已经不止存在于社会上层，甚至一些农村家庭都有自己的奴隶。由于这些奴隶大多比较年轻，并且通常与他们的主人没有种族上的区别，相较他们原籍社会，许多奴隶在语言和文化方面更能融入到这个新的社会中去。在与他们的主人同吃同劳动的过程中，他们可能会成为那个家庭中的一员，但没有这个家庭可分割财产的继承权。而当这些奴隶熬过了中年之后，有很大机会能够重获自由。在获得自由之后，他们时常会选择与曾经的主人维持雇佣关系。

## 中世纪盛期

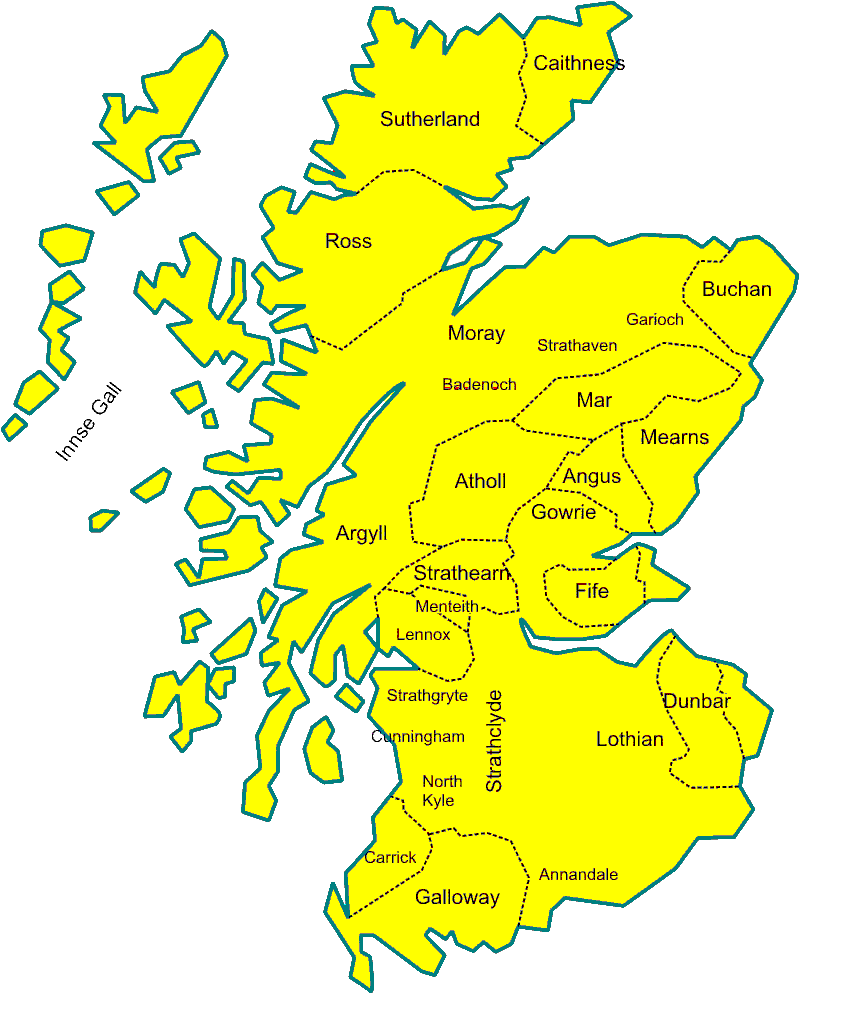
1230年的中世纪苏格兰分别被各区域总务官（mormaer）以及其他贵族统治

### 阶级制度
《不列吞和苏格兰法》（Laws of the Brets and Scots）据悉系大卫一世 在位时(1124-1153)所编制的，它强调当某个家族成员受害时，整个家族都可以得到相应的补偿。它同时将人分为五个等级，分别是： 国王（King）、总务官（mormaer）、 宗族长（toísech）、小型贵族（ócthigern）和奴隶（neyfs）。 总务官的级别仅次于国王，由他们分别管理十几个辖区（当时称省）。 在他们之下是宗族长：国王或者总务官会将自己的部分领地交给他们管理。在管辖范围内他们可以拥有被称之为郡的实质性资产。 接下来是小型贵族，也被称作农场主(husbandmen)。 他们大部分集中在苏格兰的南北两方，而在福斯和萨瑟兰（苏格兰原郡名）的人就相对较少。 到十二世纪中叶，这种格局开始改变。农场主开始希望通过支付高薪和蓄意移民的方式来巩固自己的阶级。 他们之下是有着小块农场的农场主和数量日益增长的佃农和牧民(牧场租户) ，他们所拥有的土地更为有限。 奴隶没有自由且种类繁多，不同的称呼（naviti, neyfs or serfs）所对应的劳动也不尽相同。他们被视为主人资产的一部分，未经允许不得擅自离开。但是根据记载，他们经常会为了更高的工资而逃跑，或者是为了能到别的辖区或者自治市中去工作。

### 封建制度
大卫一世统治下的封建王朝，尤其是在王权最为强大的东部和南部，对地方的统治权通常集中在国王手中，同时形成了六大司法辖区，它覆盖了当时地方塞恩的管辖范围。 土地的所有权集中在国王和上层贵族手中，大多数情况下他们以此来换取军队对其的忠诚与服务。 与此同时，英语中的“伯爵”一词和拉丁语开始取代曾经的 “总务官”。 然而，封建主义的征税制度一直与现有的土地所有权和使用权制度并存，这种变化对普通自由劳动者以及奴隶的生活有何影响尚不清楚。在某些地方，封建制度可能使劳动者与土地的联系更加密切，但是苏格兰的农业结构是以田园牧场为基础的，若要采用英格兰所实行的庄园制征税，显得有些不切实际。 在苏格兰，征收的内容似乎仅限于临时劳务、季节性食物、住宿接待以及租金。

### 修道制度
在一些苏格兰早期的修道院里，无论王朝更迭，一直都有许多修道士，例如在邓凯尔德和布里金（Brechin），就有很多有家庭的在俗教士（不住寺院不受修道誓约约束）。也许是为了回应这种世俗化的发展，修道士们发起了一次名为“Céli Dé”（上帝的仆人，英文中称之为“信徒”）的改革运动。该运动起于爱尔兰， 并在八世纪末期和九世纪初传到了苏格兰。 有些信徒发誓要保持贞洁和贫穷，有些人自己隐居，有些则住在现有修道院中或者附近。 欧洲大陆的修道形式在玛格丽特女王（约1045-1093）时期传入苏格兰。在玛格丽特女王常与坎特伯雷大主教兰弗朗克 (Lanfranc)探讨宗教，他也为邓弗姆兰（Dunfermline）的一座新的本笃会修道院送去了一些修道士(约1070年)。玛格丽特的儿子们，埃德加(执政时期(下同)：1097-1107) 、亚历山大(1107－1124) ，特别是大卫一世(1124-1153)所打下的宗教基础往往是参照的是十世纪晚期在法国卢瓦尔省的克吕尼修道院， 其中大多数都属于起源于十一和十二世纪法国的新宗教团体。 他们强调本笃会最根本的美德: 贫穷、贞洁和服从，并以各种形式为改革后的本笃会、奥斯定会和熙笃会所遵循。这一时期也出现了更为复杂的教堂建筑形式，在欧洲大陆和英格兰已经很普遍，也就是广为人知的罗马式建筑。

## 中世纪晚期

### 亲属关系和部族

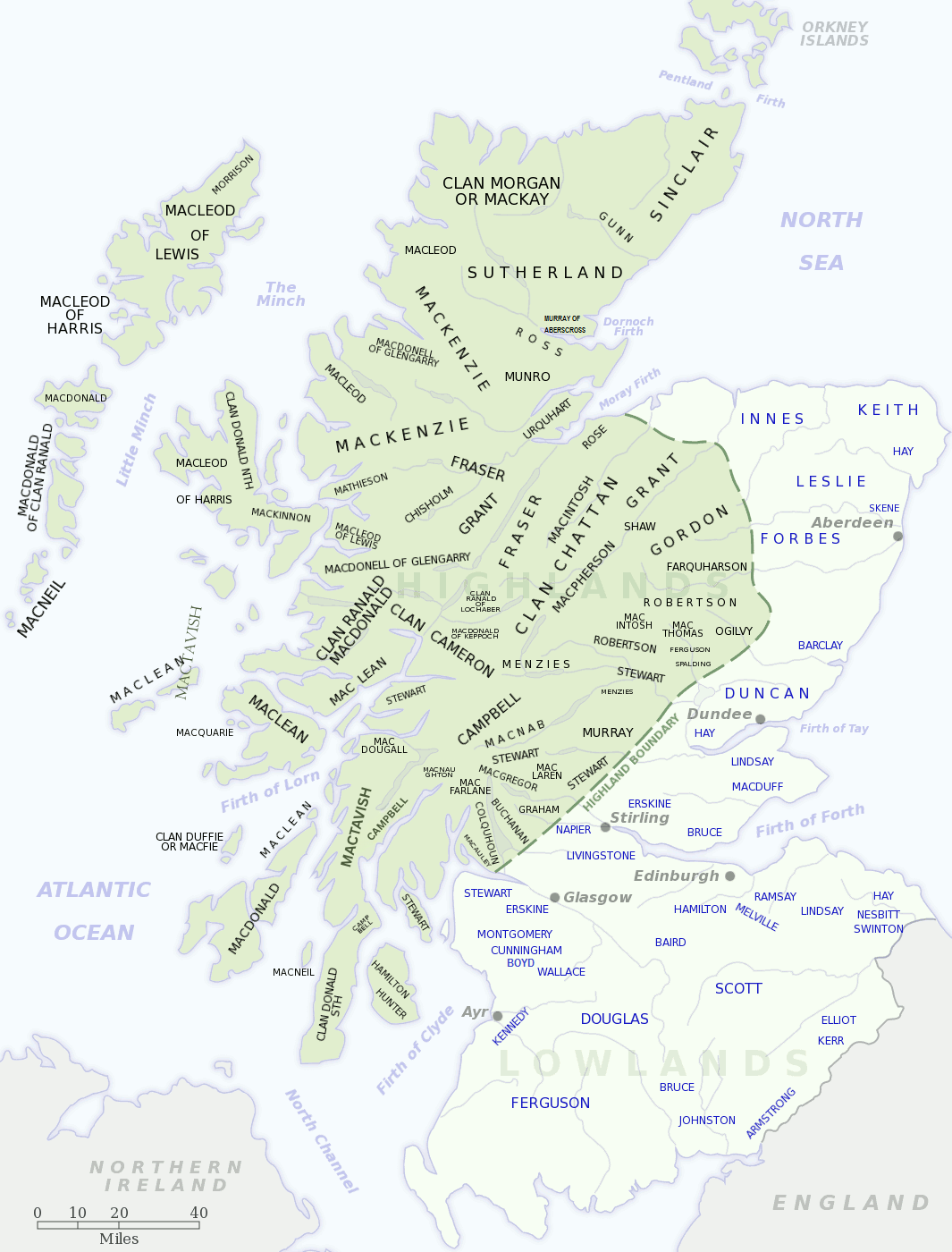
地图中展示了苏格兰的高地氏族和低地姓氏

在中世纪晚期的父系亲属关系及继承制度中，一个群体成员的祖先通常是同一个人（有时这种关系是臆想的）。在苏格兰的南部地区，这些成员经常会拥有一个共同的姓氏。 然而在英国却是以同源亲属为主(同时拥有父系和母系继承)。在婚姻中，妇女可以保留其原先的姓氏，并且其婚姻的目的是为了在不同族群之间建立友谊，而不是建立一种新的亲属关系。 因此，共同的姓氏被视为一种"亲属关系的试金石"，这个庞大的群体可以随时为其中的成员提供支持与帮助。但通常也会因为某位同族的受伤或者死亡而产生报复，从而加剧亲属之间的长期不和。但是即使有这些冲突的存在，在面对敌人的时候同族人又会是彼此的后盾。
从十三世纪的记载中可以明显看出，人们普遍认为父系血统和封建债权制度的结合创造了高地氏族制度。 在十七和十八世纪之前，苏格兰高地很少出现姓氏。在中世纪，一个氏族的所有成员并不共享一个名字，而且大多数普通成员通常与它的首脑并没有直接关系。 在初期，氏族首领往往是氏族中最强壮的男性，但后来，随着长子继承权开始占据主导地位，首领的位置通常会给了上一任首领的长子。 一个氏族中领导家庭的地位通常被视作与苏格兰低地的绅士地位相当，他们在和平年代参政议政，在战乱年代率兵领将。 他们之下的一个等级是“daoine usisle”(盖尔语)，或者说是“租户”(tacksmen, 苏格兰语)，他们负责管理部族的土地并收取租金。在群岛和邻近的西海岸有“buannachann”(军事精英)，他们负责保卫氏族的土地免受袭击，并对氏族的敌人发起攻击。族中大多数跟随者都是佃户，他们为族长提供劳动力，有时还充当士兵。在近代早期，他们会把氏族的名字作为他们的姓氏，这个氏族也就变成一个庞大的群体，但事实上这种行为是不会被认可的。

### 社会矛盾
历史学家们注意到，在这个时期，商人和手工艺者之间的政治冲突尤其明显。商人们想要保证他们的贸易垄断和政治地位，不接受一切同行公会以及来自手工艺者的商品。手工艺人试图强调他们的重要性，并希望在富有争议的经济领域中，例如制定价格和工艺标准掌握一定的话语权。到十五世纪，一系列法规巩固了商人的政治地位，不仅限制了居民对议会构成的影响力，还限制了委员会的许多监管职能。 在农村，历史学家并没有发现类似于扎克雷暴动 (法国，1358)和农民起义 (英国，1381)的社会动荡。 这可能是因为苏格兰的农业结构变化相对较小，而像圈地运动这样的行为则可能会在当时引起广泛的不满。 当然还有一个更重要的原因是地主和他们的佃户在任何情况下都会相互支持。 但是苏格兰高地和边区则因不法行为泛滥而臭名昭著，尤其以血亲复仇最为显著。 然而，最近的解释指出，这种复仇方式是通过仲裁和赔偿来防止或迅速解决争端的一种手段。